# イ・セヨン
イ・セヨン（이세영、1992年12月20日 - ）は、韓国の女優。誠信女子大学校メディア映像演技学科卒業。所属事務所はPrainTPC。
5歳のころ、幼児向け番組『ポポポ』でデビュー。その端整な顔立ちと、演技力、可愛らしさで人気になる。ドラマ、映画などで主要な役の子供時代を演じ、映画『ラブリー・ライバル』などで主演。主人公が思いを寄せるアメリカ育ちの少女を演じた『僕が9歳だったころ』が評判になった。その活躍から子役界では花形スター的存在である。
成人してからは、誰かの子役としてでなく、一人の俳優として、信じて見る俳優と認識されるようになった。
代表作に、『赤い袖先』『王になった男』『烈女パク氏契約結婚伝』『愛のあとにくるもの』など。
2023年3月31日、日本公式サイトがオープンした。

## 出演

### テレビドラマ
- 大王の道（1998年、MBC） - チョンソン公主役
- オンダルの王子たち（2000年 - 2001年、MBC） - ヨ・セッピョル役
- マイラブ・パッチ（2002年、MBC） - ソンイ（少女時代）役
- プレゼント（2002年、MBC） - ダヒ役
- 酒の国（2003年、SBS） - ソニ（少女時代）役
- 威風堂々な彼女（2003年、MBC） - ウニ（少女時代）役
- 宮廷女官チャングムの誓い（2003年-2004年、MBC） - クミョン（少女時代）役
- メリーゴーランド（2003年 - 2004年、MBC） - ウンギョ（少女時代）役
- 北京My Love（2004年、KBS） - チャン・ナラ役
- 帰ってきたシングル（2005年、SBS） - イ・スジン役
- 思いっきりハイキック!（2006年 - 2007年、MBC） - イ・セヨン役
- 僕らのイケメン青果店（2011年 - 2012年、Channel A） - ハン・テイン役
- 大王の夢（2012年 - 2013年、KBS） - 天官女役
- 会いたい（2012年 - 2013年、MBC） - ハン・アルム役[8]
- 結婚の女神（2013年、SBS） - ノ・ミンジョン役
- 思春期メドレー（2013年、KBS） - ヤン・アヨン役
- トロットの恋人（2014年、KBS） - パク・スイン役[9]
- ヴァンパイア探偵（2016年、OCN） - ハン・ギョウル役[10]
- 月桂樹洋服店の紳士たち～恋はオーダーメイド!～（2016年、KBS） - ミン・ヒョウォン役[11]
- 最高の一発〜時空（とき）を超えて〜（2017年、KBS） - チェ・ウスン役[12]
- 花遊記＜ファユギ＞（2017年-2018年、tvN） - プジャ役[13]
- 王になった男（2019年、tvN） - ユ・ソウン役[14]
- 医師ヨハン（2019年、SBS） - カン・シヨン役[15]
- HOW ARE u BREAD（2020年、Web） - ノ・ミレ役[16]
- メモリスト（2020年、tvN） - ハン・ソンミ役[17]
- カイロス〜運命を変える1分〜（2020年、MBC） - ハン・エリ役[18]
- 赤い袖先（2021年、MBC） - ソン・ドクイム / 宜嬪成氏役[19]
- ルール通りに愛して！（2022年、KBS） - キム・ユリ役[20]
- 烈女パク氏契約結婚伝（2023年、MBC） - パク・ヨヌ役[21]
- モーテルカリフォルニア（2025年、MBC）-チ・ガンヒ役

### 映画
- ラブリー・ライバル（2004年）
- 僕が9歳だったころ（2004年）
- 僕らの青春白書（2014年）[22]
- ホテルレイク（2020年） - ユミ役[23]

### 配信ドラマ
- 愛のあとにくるもの（2024年配信予定） - 主演・ホン 役（坂口健太郎とW主演）[24]